# Valeri Todorovski
Pour les articles homonymes, voir Todorovski.
Valeri Petrovitch Todorovski (en russe : Вале́рий Петро́вич Тодоро́вский), né le 8 mai 1962 à Odessa dans la RSS d'Ukraine, est un scénariste, réalisateur et producteur de cinéma russe.

## Biographie
Valéri est le fils du réalisateur Piotr Todorovski et de Mira Grigorievna Todorovskaïa, producteur de cinéma. En 1978, il tient le rôle du fils de l'héroïne principale dans le film de Youli Raizman Une femme bizarre. Il fait ses études à la faculté des scénaristes de l'Institut national de la cinématographie dans la classe d'Issaï Kouznetsov et Kira Paramonova (ru) et en sort diplômé en 1984. Il signe son premier film en tant que réalisateur en 1990, avec le drame Catafalque qui reçoit le Grand prix du festival du film de Mannheim. À quatre reprises (1994, 1998, 2002, 2008), Todorovski sera nommé pour le Nika de la meilleure réalisation. Il est membre du jury au Festival international du film de Moscou 1999. Dans une interview au quotidien Novaïa Gazeta en 2013, le réalisateur confie avoir la préférence pour le genre de feuilleton télévisé, ce qui explique qu'il vient d'en tourner un lui-même (Le Dégel). En février 2016, il préside le jury du festival du film Dvijenie ("Движение") à Omsk.
Il vivait avec sa compagne Ievguenia Brik jusqu'à la mort de cette dernière en 2022.

## Filmographie

### Cinéma
- 1990 : Le Catafalque (ru) (Катафалк), Grand prix du festival du film de Mannheim
- 1991 : Amour (Любовь)
- 1994 : Katia Ismailova (Подмосковные вечера, Podmoskovnye vechera)
- 1997 : Les Silencieuses (Страна глухих)
- 2002 : L'Amant (Любовник)
- 2004 : Mon beau-frère Frankenstein (Мой сводный брат Франкенштейн), Meilleur scénario au Festival du cinéma russe à Honfleur 2004
- 2007 : L'Étau (Тиски)
- 2008 : Les Zazous (Стиляги, Stilyagi)
- 2017 : Bolchoï (Большой)
- 2019 : Odessa (Одесса)
- 2020 : Hypnose (ru) (Гипноз)

### Télévision
- 2013 : Le Dégel («Оттепель»), série